# Liste der Monuments historiques in Vavray-le-Grand
Die Liste der Monuments historiques in Vavray-le-Grand führt die Monuments historiques in der französischen Gemeinde Vavray-le-Grand auf.

## Liste der Objekte
| Bezeichnung                 | Beschreibung                          | Standort                        | Kennzeichnung | Schutzstatus | Datum | Bild |
| --------------------------- | ------------------------------------- | ------------------------------- | ------------- | ------------ | ----- | ---- |
| Gemälde Anbetung der Hirten | Ölfarbe auf Leinwand, 17. Jahrhundert | in der Kirche St-Sulpice (Lage) | PM51001133    | Classé       | 1911  |      |